# Гіппас (міфологія)
Гіппас (дав.-гр. Ἴππασος) — персонажі давньогрецької міфології:
- Гіппас — син Левкіппи, дочки орхоменського царя Мінія. Левкіппа і її сестри Арсіппа і Алкіфоя знехтували культом Діоніса і відмовилися брати участь у вакхічних ходах. За це Діоніс наслав на них безумство, під час нападу якого вони розірвали Гіппаса, прийнявши його за оленя. За іншою версією, збожеволілі сестри тягнули жереб, щоб вирішити, хто з них повинен принести жертву Діонісу. Жереб випав Левкіппі, її син Гіппас був пошматований на шматки.
- Гіппас — син Кеїка, царя міста Трахін. Загинув, борючись на боці Геракла проти ехалійского царя Евріта.
- Гіппас — син Евріта, учасник полювання на калідонського вепра.
- Гіппас — один з численних синів Пріама.
- Гіппас — з Пеленського району Пелопоннеса, батько Актора, Іфіта, Астеріона, Амфіона і Наубола. Хоча останні чотири згідно з різними джерелами мають різне походження.
- Гіппас — кентавр, якого вбив Тесей під час зіткнення кентаврів з лапітами на весіллі Пейрітоя і Гіпподамії.
- Гіппас — фессалійській воїн, якого вбив Агенор під час Троянської війни.
- Гіппас — житель Фліунта, виступив проти своїх співгромадян, які хотіли приєднатися до Регнідаса, сина дорійського правителя Сікіона Фалька і зробити його царем свого міста. Гіппас і його однодумці втекли до Самоса. Гіппас є прадідом філософа Піфагора, який був сином Меншарха, онуком Евфранора, сина Гіппаса.
- Гіппас — ім'я, яке мали батьки декількох героїв Троянської війни:

- Гіппомедона, сина німфи Окірої;
- Харопса і Сокуса;
- Агелая з Мілета;
- Керана з Лікії;
- Гіпсенора, троянського жерця;
- Демолеона зі Спарти;
- Апізаона з царства Пеонії;
- двох воїнів, у яких відомі лише ім'я батьків — Гіппасіди. Один був троянцем, колісничим Паммона (сина Пріама), другий також був колісничим, але греком, якого вбив син Пріама Деїфоб.